# سید قاسم قریشی
سید قاسم قریشی سرتیپ سپاه پاسداران انقلاب اسلامی است، که هم‌اکنون به‌عنوان جانشین رئیس سازمان بسیج مستضعفین فعالیت می‌کند.
وی فعالیت نظامی را در خلال جنگ ایران و عراق در نیروی زمینی سپاه پاسداران آغاز کرد. او از ۱۳۷۸ تا ۱۳۸۱ فرماندهی منطقه مقاومت بسیج قم را برعهده داشت، از ۱۳۸۱ تا ۱۳۸۵ به‌عنوان معاون بازرسی نیروی مقاومت بسیج فعالیت می‌کرد و از ۱۳۸۵ تا ۱۳۸۷ مسئول سیاسی سپاه فجر فارس بود.
قریشی در فاصله سالهای ۱۳۸۷ تا ۱۳۹۵ به‌عنوان معاون نظارت و تأیید صلاحیت نمایندگی ولی‌فقیه در سپاه پاسداران فعالیت می‌کرد، از ۱۳۹۵ تا ۱۳۹۶ فرماندهی هوافضای سپاه صاحب‌الزمان اصفهان را برعهده داشت، از ۱۳۹۶ تا ۱۳۹۹ معاون هماهنگ‌كننده نمایندگی ولی‌فقیه در سپاه پاسداران بود و از اسفندماه ۱۳۹۹ جانشین سازمان بسیج است. او در سال ۱۳۹۹ درجه سرتیپی دریافت کرد.